# 대한민국 상법 제396조
대한민국 상법 제396조는 정관 등의 비치, 공시의무에 대한 상법 회사법의 조문이다.

## 조문
제396조 (정관등의 비치, 공시의무) (1) 이사는 회사의 정관, 주주총회의 의사록을 본점과 지점에, 주주명부, 사채원부를 본점에 비치하여야 한다. 이 경우 명의개서대리인을 둔 때에는 주주명부나 사채원부 또는 그 복본을 명의개서대리인의 영업소에 비치할 수 있다. 

(2) 주주와 회사채권자는 영업시간내에 언제든지 제1항의 서류의 열람 또는 등사를 청구할 수 있다.

## 사례
- 하나로통신의 지분 18%을 보유하고 있는 대주주 LG그룹은 하나로통신 주주총회에서 외자유치안을 부결시키기 위해 소액주주 위임장을 확보하려고 노력하였고 하나로통신 측은 이에 반대하는 입장이였다. LG그룹은 자신의 지분이외에 우호지분과 소액주주의 지지를 얻으려 하나로통신에 주주명부 공개를 요청하였으나 하나로통신은 건물 입구에서 출입을 봉쇄하거나 미리 가공해 놓은 주주명부만을가져가도록 하는 등 LG그룹이 위임장 확보에 필요한 기초 작업이나 다름없는 소액주주 지분 보유상황을 파악하지 못하도록 최대한 막았고 이는 주주명부 열람방해는 상법 제 396조 2항 위반이다.[1]

- `장하성펀드' 한국기업지배 구조펀드(KCGF)가 대한화섬 최대주주 및 특수관계인이 70% 이상 지분을 보유하고 있는 상황에서 특수관계인이 지분 매집에 나서 주식분포 요건 미달(소액주주 지분 10% 미만)로 상장폐지 위험이 있다며 대한화섬을 상대로 낸 주주명부 열람 및 등사 허용 가처분 신청을 법원에서 받아들였다.[2]

- 티엘씨레저의 경영 책임을 묻고자 주주연대와 함께 나선 CTL네트웍스가 낸 실질주주명부 열람 및 등사 가처분 신청 소송에서 법원은 씨티엘네트웍스가 티엘씨레저와 명의개서기관인 하나은행에 대하여 열람을 허용하도록 하는 판결을 내렸다[3].

- 피씨디렉트 지분 4.13%을 보유한 주주는 수 차례 주주명부 등사와 열람을 요청했지만 거절당하자 피씨디렉트에 주주명부 열람을 요청하는 내용의 내용증명을 발송하고 서울중앙지방법원에 2012년 말 기준 피씨디렉트의 주주명부 열람과 등사 가처분 신청서를 접수할 계획이였다[4].

## 판례
- 상법 제396조 제2항에서 규정하고 있는 주주 또는 회사채권자의 주주명부 등에 대한 열람등사청구는 회사가 그 청구의 목적이 정당하지 아니함을 주장·입증하는 경우에는 이를 거부할 수 있다.[5]